# Annette Grüters-Kieslich
Annette Grüters-Kieslich (* 26. August 1954 in Gladbeck) ist eine deutsche Humanmedizinerin und Hochschullehrerin sowie Leiterin mehrerer medizinischer Institute. Von 2008 bis Ende 2014 war sie Dekanin der Berliner Universitätsklinik Charité. Seit 2013 ist Annette Grüters-Kieslich Vorstandsvorsitze der Eva-Luise und Horst Köhler Stiftung.

## Leben
Grüters-Kieslich wuchs in Bottrop auf und besuchte dort das Städtische Mädchengymnasium. Sie studierte von 1973 bis 1980 Medizin; zunächst an der Ruhr-Universität Bochum und später an der Freien Universität Berlin. 

### Persönliches
Grüters-Kieslich ist verheiratet und hat einen Sohn und eine Tochter.

## Karriere
Nach ihrer Approbation im Jahr 1980 wurde sie 1982 promoviert. Von 1980 bis 1986 arbeitete sie als wissenschaftliche Mitarbeiterin und von 1986 bis 1993 als Hochschulassistentin an der Kinderklinik der Freien Universität Berlin. Im Anschluss an ihre Habilitation 1991 bekleidete Grüters-Kieslich von 1992 bis 1998 eine Stelle als Oberärztin der Kinderklinik des Rudolf-Virchow-Krankenhauses der FU. Im Jahre 1998 erfolgte ihre Berufung auf die Professur für pädiatrische Endokrinologie der medizinischen Fakultät der Humboldt-Universität zu Berlin. Von 2008 bis Ende 2014 war Grüters-Kieslich Dekanin der Charité Berlin. Nach einem Streit mit dem Restvorstand über die Verwendung von Drittmitteln trat sie von ihrem Amt zurück.
Von 1998 bis 2008 war Grüters-Kieslich Leiterin der Poliklinik und des Sozialpädiatrischen Zentrums für chronisch kranke Kinder des Otto-Heubner-Zentrums für Kinderheilkunde und Jugendmedizin der Charité Berlin. Seit 2003 war sie mit der Leitung des Instituts für Experimentelle Pädiatrische Endokrinologie der medizinischen Fakultät der Humboldt-Universität betraut. Von 2005 bis 2008 war sie ärztliche Leiterin des Charité-Centrums 17 (Frauen-, Kinder- und Jugendmedizin mit Perinatalzentrum und Humangenetik). Zu Beginn des Jahres 2015 war sie zudem Direktorin der Klinik für Pädiatrie mit Schwerpunkt Endokrinologie, und Diabetologie. Am 1. Juni 2017 trat Grüters-Kieslich ihr Amt als Leitende Ärztliche Direktorin und Vorstandsvorsitzende des Universitätsklinikums Heidelberg an. Im Juli 2019 trat sie im Rahmen des Heidelberger Bluttest-Skandals um die Firma HeiScreen, eine Ausgründung des Universitätsklinikums Heidelberg, von ihrem Posten zurück.

## Mitgliedschaften
Seit 2007 ist sie Mitglied der Berlin-Brandenburgischen Akademie der Wissenschaften; sie wurde im Juni 2015 zu deren Vizepräsidentin gewählt. Seit 2011 ist Grüters-Kieslich Mitglied der Leopoldina. Grüters-Kieslich ist seit 2013 Vorstandsvorsitzende der Eva Luise und Horst Köhler Stiftung für Menschen mit Seltenen Erkrankungen und seit 2021 Vizepräsidentin der ALLEA (European Federation of Academies of Sciences and  Humanities).